# Douglass
Douglass és una població dels Estats Units a l'estat de Kansas. Segons el cens del 2000 tenia 1.813 habitants.

## Demografia
Segons el cens del 2000, Douglass tenia 1.813 habitants, 658 habitatges, i 492 famílies. La densitat de població era de 853,7 habitants per km².
Dels 658 habitatges en un 40% hi vivien nens de menys de 18 anys, en un 58,2% hi vivien parelles casades, en un 11,9% dones solteres, i en un 25,1% no eren unitats familiars. En el 21,1% dels habitatges hi vivien persones soles el 9,3% de les quals corresponia a persones de 65 anys o més que vivien soles. El nombre mitjà de persones vivint en cada habitatge era de 2,67 i el nombre mitjà de persones que vivien en cada família era de 3,13.
Per edats la població es repartia de la següent manera: un 30,5% tenia menys de 18 anys, un 9,3% entre 18 i 24, un 29,1% entre 25 i 44, un 16,4% de 45 a 60 i un 14,7% 65 anys o més.
L'edat mediana era de 33 anys. Per cada 100 dones de 18 o més anys hi havia 90,9 homes.
La renda mediana per habitatge era de 40.833 $ i la renda mediana per família de 49.875 $. Els homes tenien una renda mediana de 37.000 $ mentre que les dones 25.938 $. La renda per capita de la població era de 17.965 $. Entorn del 4,5% de les famílies i el 6,1% de la població estaven per davall del llindar de pobresa.

## Poblacions més properes
El següent diagrama mostra les poblacions més properes.